# Tebaldo V di Blois
Tebaldo V di Blois il Buono (1130 circa – San Giovanni d'Acri, 20 gennaio 1191) fu conte di Blois, Châteaudun, Chartres e Provins dal 1152 fino alla sua morte.

## Origine
Sia secondo Guglielmo arcivescovo della città di Tiro, nell'odierno Libano, che secondo la Chronica Albrici Monachi Trium Fontium Tebaldo era il figlio maschio secondogenito del conte di Blois, di Chartres e di Châteaudun, Provins, signore di Sancerre e Amboise (Tebaldo IV), e poi conte di Conte di Champagne (conte di Troyes e conte di Meaux Tebaldo II), Tebaldo e della moglie, che sempre secondo la Chronica Albrici Monachi Trium Fontium era Matilde di Carinzia ( ca. 1106; † 1160) del Casato degli Sponheim, figlia del Margravio d'Istria, duca di Carinzia e reggente della Marca di Verona, Enghelberto e di Uta di Passau.
Secondo il monaco e cronista inglese, Orderico Vitale, Tebaldo II di Champagne era il figlio maschio secondogenito del conte di Blois, di Chartres, di Châteaudun, di Tours, di Provins, di Sancerre e di Meaux, Stefano II, e di Adele d'Inghilterra (circa 1062 - 1137), che, sia secondo il monaco e cronista normanno Guglielmo di Jumièges, autore della sua Historiæ Normannorum Scriptores Antiqui, che secondo il cronista e monaco benedettino dell'abbazia di Malmesbury, nel Wiltshire (Wessex), Guglielmo di Malmesbury e Orderico Vitale, ed ancora il cronista e monaco benedettino inglese, Matteo di Parigi, era figlia del duca di Normandia e re d'Inghilterra, Guglielmo il Conquistatore, e di Matilde delle Fiandre (1032 - 1083), che, secondo la Genealogica Comitum Flandriæ Bertiniana, era figlia di Baldovino V, conte delle Fiandre, e della sorella del re di Francia, Enrico I, Adele di Francia, che secondo la Genealogiæ Scriptoris Fusniacensis era figlia del re di Francia, Roberto II, detto il Pio.
Un suo zio, Stefano di Blois, fu re d'Inghilterra,dal 1135 al 1154, mentre un altro zio Enrico di Blois fu vescovo di Winchester dal 1129 e legato papale per l'Inghilterra dal 1138; una sorella era regina di Francia, Adèle di Champagne (moglie di Luigi VII), ed i tre fratelli erano, rispettivamente Conte di Champagne (Enrico), vescovo di Chartres, arcivescovo di Sens e di Reims, cardinale e legato papale (Guglielmo) e signore di Sancerre (Stefano).

## Biografia
Suo padre, Tebaldo IV morì, nel 1152: gli Obituaires de Sens Tome II, Eglise cathédrale de Chartres, Obituaire du xii siècle confermano che Tebaldo (Teobaldus comes palatinus) morì il 10 gennaio (Jan IIII Idus) e che il figlio, Tebaldo, conte di Blois, con la madre, Matilde, fece una donazione a suffragio della sua anima, mentre la Chronica Albrici Monachi Trium Fontium riporta che Tebaldo (comes Campanie Theobaldus) morì il 12 gennaio (6. Idus Januarii) e fu tumulato presso Lagny (apud Latinicacum), lasciando le sue contee ai figli maggiori: a Enrico, le contee di Champagne e Brie ed a Tebaldo, le contee di Blois e Chartres, e al terzogenito Stefano, la signoria di Sancerre.
Tebaldo, seguendo la politica paterna degli ultimi anni fu fedele al re di Francia, Luigi VII, che, dopo la morte del padre, lo nominò siniscalco di Francia; fu l'ultimo e succedette a Rodolfo di Vermandois, nel 1154, due anni dopo la morte di quest'ultimo.
 In due donazioni alla Maison-Dieu de Châteaudun, oltre che conte di Blois si titola anche siniscalco di Francia (Francie senesscalus), come si può rilevare da diversi documenti degli Archives de la Maison-Dieu de Châteaudun: il primo, il n° VII, del 1160 e l'ultimo, il n° XXXII, del 1190.
Pur essendo Siniscalco di Francia, Tebaldo, nel 1159, si accordò col re d'Inghilterra, Enrico II,per attaccare la regione di Beauvais, contro Luigi VII; poi l'anno dopo fu nuovamente al fianco di Luigi VII.
Nel 1170 Tebaldo fu responsabile della prima accusa di omicidio rituale in terra di Francia, e conseguente condanna, ai danni della comunità ebrea della città di Blois, peraltro senza l'effettiva presenza di un cadavere. Il presunto omicidio rituale venne denunciato da un valletto del Conte che vide, mentre era intento a far abbeverare un cavallo al fiume, un membro della comunità ebraica gettare nel fiume qualcosa che sembrava essere il corpo di un giovane cristiano. Il servitore si recò quindi dal suo signore per riferire quanto appena osservato; messo al corrente fece imprigionare, e mettere in catene, in via preventiva ogni ebreo di Blois; unica eccezione per Pulcelina, influente membro femminile della comunità, risparmiata all'onta della prigionia in catene per l'ammirazione del conte. Inizialmente, vista l'assenza di prove, il conte si dimostrò disposto a prosciogliere gli imputati dietro un lauto compenso di risarcimento; tuttavia con l'arrivo di un vescovo gli eventi presero tutt'altra piega. Il prelato insistette sulla colpevolezza degli ebrei e per farlo sottopose l'unico testimone all'ordalia dell'acqua, onde verificare la sua buona fede e quindi la veridicità del suo racconto. La prova mostrò che il valletto aveva detto il vero, cosa che di fatto condannava i presunti colpevoli della comunità ebrea cittadina. Quest'ultimi, trentadue fra uomini e donne, vennero dunque condannati alla morte sul rogo, la quale avvenne il 26 maggio del 1171. La studiosa E. M. Rose a proposito di tali avvenimenti crede che la decisione finale alla condanna capitale fu influenzata dalla necessità del conte, il cui status e potere erano in declino, di dimostrare la sua devozione alla chiesa e la sua indipendenza dal re di Francia: «the decision to condemn the Jews of Blois to the flames made Thibaut appear powerful, kingly, ritually pure, solicitous of his people, and capable of independent action in his lordship».
Tebaldo, con altri nobili, fu ancora al fianco di Luigi VII, nella coalizione che, nel 1173, si schierò con i figli di Enrico II, Enrico, Riccardo e Goffredo, che, sobillati dalla madre, Eleonora d'Aquitania, si erano ribellati al loro padre.
Dopo la morte del re di Francia, Luigi VII, assieme ai fratelli, Enrico I detto il Liberale, Conte di Champagne (conte di Troyes e conte di Meaux) e di Brie, Stefano, conte di Sancerre e Guglielmo, vescovo di Chartres, arcivescovo di Sens e di Reims, cardinale e legato papale, assistettero il loro nipote, Filippo Augusto, re di Francia dal settembre 1180. In quel periodo, mentre il nuovo re di Francia, aveva mantenuto un ottimo rapporto, con i figli di Enrico II, specialmente Enrico e Goffredo, che lo affiancarono a contrastare i suoi avversari, mentre Tebaldo ed i suoi fratelli si allearono con il conte di Fiandra, di Vermandois e di Valois, Filippo I di Fiandra, per il governo della Contea d'Artois e altre terre di Fiandra, che facevano parte della dote della moglie di Filippo Augusto, Isabella di Hainaut; Tebaldo però, dopo la morte del fratello, Enrico il Liberale e l'avvicinamento del fratello Guglielmo al re di Francia, Filippo Augusto, prese le distanze da Filippo I di Fiandra.
Tebaldo partecipò alla terza crociata, e secondo lo storico britannico e noto medievalista e bizantinista, Steven Runciman, morì di dissenteria, all'Assedio di San Giovanni d'Acri (1189-1191); anche il cronista e monaco benedettino inglese, Matteo di Parigi, elenca Tebaldo assieme al fratello Stefano, conte di Sancerre (Theodbaldus Bloeensis comes, Stephanus frater eius comes), nei nobili che morirono durante l'assedio.
Alla sua morte, gli succedette il figlio Luigi.

## Matrimoni e discendenza
Tebaldo, in prime nozze, aveva sposato Sybille de Château-Renard, come è indicato nelle Europäische Stammtafeln, vol II cap. 47 (non consultate).
Tebaldo da Sybille non aveva avuto figli
In seconde nozze, Tebaldo, come conferma il cronista e monaco benedettino inglese, Matteo di Parigi, aveva sposato Alice di Francia (1151-1198), che, sia secondo Matteo di Parigi, che secondo la Chronica Albrici Monachi Trium Fontium, era la figlia secondogenita di Luigi VII, detto il Giovane, re di Francia, e della duchessa d'Aquitania e Guascogna e contessa di Poitiers, Eleonora d'Aquitania, che, ancora secondo la Chronica Albrici Monachi Trium Fontium, era la figlia primogenita del duca di Aquitania, duca di Guascogna e conte di Poitiers, Guglielmo X il Tolosano e della sua prima moglie, Aénor di Châtellerault († dopo il 1130), figlia del visconte Americo I di Châtellerault e della Maubergeon, che al momento della sua nascita era l'amante di suo nonno Guglielmo IX il Trovatore.
Da Alice Tebaldo ebbe sette figli:
- Tebaldo († prima del 1190), che secondo il documento n° XXV degli Archives de la Maison-Dieu de Châteaudun era ancora vivo nel 1183[32];
- Luigi[32] († 1205), conte di Blois, Chartres e di Clermont, sposo di Caterina di Clermont;
- Enrico († prima del 1190)[32];
- Filippo (dopo il 1183[32] - † maggio 1202), infatti nel documento n° LXXIV del maggio 1202, viene citato ancora in vita dal fratello, Luigi[33], dal documento successivo n° LXXV sempre del maggio 1202, non viene più citato[34];
- Margherita[32] (1170-1230), contessa di Blois e Châteaudun, sposatasi verso il 1183 con Ugo III d'Oisy, visconte di Cambrai[35](† 1189), poi verso il 1190 con Ottone I di Borgogna[36] († 1200), e infine con Gautier II d'Avesnes signore di Guisa[35] († 1246);
- Isabella (prima del 1183)[32] - † 1248), contessa di Chartres e Romorantin, sposata, in prime nozze con Sulpice d'Amboise, poi, in seconde nozze, con Jean de Montmirail, visconte di Cambrai († 1244);
- Adelaide (dopo il 1183[32] - † 1244) ; fu badessa di Fontevraud nel 1227[37].

## Ascendenza
|                         |                        |                                   | Genitori               |  |  | Nonni |  |  | Bisnonni             |  |  | Trisnonni          |  |
|                         |                        |                                   |                        |  |  |       |  |  | Tebaldo III di Blois |  |  | Oddone II di Blois |  |
|                         |                        |                                   |                        |  |  |       |  |  | Tebaldo III di Blois |  |  | Oddone II di Blois |  |
|                         |                        | Ermengarda d'Alvernia             |                        |  |  |       |  |  | Tebaldo III di Blois |  |  |                    |  |
| Stefano II di Blois     |                        |                                   |                        |  |  |       |  |  | Tebaldo III di Blois |  |  |                    |  |
|                         |                        | Gersenda del Maine                | Eriberto I del Maine   |  |  |       |  |  |                      |  |  |                    |  |
|                         |                        | Gersenda del Maine                | Eriberto I del Maine   |  |  |       |  |  |                      |  |  |                    |  |
|                         |                        | Gersenda del Maine                | ?                      |  |  |       |  |  |                      |  |  |                    |  |
| Tebaldo II di Champagne |                        | Gersenda del Maine                |                        |  |  |       |  |  |                      |  |  |                    |  |
|                         |                        | Guglielmo I d'Inghilterra         | Roberto I di Normandia |  |  |       |  |  |                      |  |  |                    |  |
|                         |                        | Guglielmo I d'Inghilterra         | Roberto I di Normandia |  |  |       |  |  |                      |  |  |                    |  |
|                         |                        | Guglielmo I d'Inghilterra         | Herleva                |  |  |       |  |  |                      |  |  |                    |  |
| Adele d'Inghilterra     |                        | Guglielmo I d'Inghilterra         |                        |  |  |       |  |  |                      |  |  |                    |  |
|                         |                        | Matilde di Fiandra                | Baldovino V di Fiandra |  |  |       |  |  |                      |  |  |                    |  |
|                         |                        | Matilde di Fiandra                | Baldovino V di Fiandra |  |  |       |  |  |                      |  |  |                    |  |
|                         |                        | Matilde di Fiandra                | Adele di Francia       |  |  |       |  |  |                      |  |  |                    |  |
| Tebaldo V di Blois      |                        | Matilde di Fiandra                |                        |  |  |       |  |  |                      |  |  |                    |  |
|                         | Enghelberto I d'Istria | Sigfrido I di Sponheim            |                        |  |  |       |  |  |                      |  |  |                    |  |
|                         | Enghelberto I d'Istria | Sigfrido I di Sponheim            |                        |  |  |       |  |  |                      |  |  |                    |  |
|                         | Enghelberto I d'Istria | Riccarda di Lavant                |                        |  |  |       |  |  |                      |  |  |                    |  |
| Enghelberto II d'Istria | Enghelberto I d'Istria |                                   |                        |  |  |       |  |  |                      |  |  |                    |  |
|                         |                        | Edvige                            |                        |  |  |       |  |  |                      |  |  |                    |  |
|                         |                        |                                   |                        |  |  |       |  |  |                      |  |  |                    |  |
|                         |                        |                                   |                        |  |  |       |  |  |                      |  |  |                    |  |
| Matilde di Carinzia     |                        |                                   |                        |  |  |       |  |  |                      |  |  |                    |  |
|                         |                        | Ulrico di Passau                  | Rapoto di Cham         |  |  |       |  |  |                      |  |  |                    |  |
|                         |                        | Ulrico di Passau                  | Rapoto di Cham         |  |  |       |  |  |                      |  |  |                    |  |
|                         |                        | Ulrico di Passau                  | Matilde                |  |  |       |  |  |                      |  |  |                    |  |
| Uta di Passau           |                        | Ulrico di Passau                  |                        |  |  |       |  |  |                      |  |  |                    |  |
|                         |                        | Adelaide di Megling-Frontenhausen | Kuno di Lechsgemünd    |  |  |       |  |  |                      |  |  |                    |  |
|                         |                        | Adelaide di Megling-Frontenhausen | Kuno di Lechsgemünd    |  |  |       |  |  |                      |  |  |                    |  |
|                         |                        | Adelaide di Megling-Frontenhausen | Mechtild di Horburg    |  |  |       |  |  |                      |  |  |                    |  |
|                         |                        | Adelaide di Megling-Frontenhausen |                        |  |  |       |  |  |                      |  |  |                    |  |

### Fonti primarie
- (LA)  William of Tyre, Historia rerum in partibus transmarinis gestarum.
- (LA)  Matthæi Parisiensis, monachi Sancti Albani, Chronica majora, vol I.
- (LA)  Matthæi Parisiensis, monachi Sancti Albani, Chronica majora, vol II.
- (LA)  Archives de la Maison-Dieu de Châteaudun.
- (LA)  Obituaires de la province de Sens. Tome 2.
- (LA)  Chronique de Robert de Torigni, abbé du Mont-Saint-Michel, tome II.
- (LA)  Monumenta Germaniae Historica, Scriptores, tomus IX.
- (LA)  Monumenta Germaniae Historica, Scriptores, tomus XIII.
- (LA)  Monumenta Germanica Historica, tomus XXIII.
- (LA)  Ordericus Vitalis, Historia Ecclesiastica, vol. II.
- (LA)  Ordericus Vitalis, Historia Ecclesiastica, vol. unicum.
- (LA)  ORDERICI VITALIS, ECCLESIASTICtE historije, LIBRI TREDECIM., TOMUS III.
- (FR)  Recueil des historiens des croisades. Historiens occidentaux. Tome II.
- (LA)  Recueil de chartes et documents de Saint-Martin-des-Champs, tome III.
- (EN)  Chronicle of the Kings of England: From the Earliest Period to the Reign, of king William's children.
- (LA)  Historiæ Normannorum Scriptores Antiqui.

### Letteratura storiografica
- Louis Halphen, La Francia: Luigi VI e Luigi VII (1108-1180), in «Storia del mondo medievale», cap. XVII, vol. V, 1999, pp. 705–739
- Frederick Maurice Powike, I regni di Filippo Augusto e Luigi VII di Francia, in «Storia del mondo medievale», cap. XIX, vol. V, 1999, pp. 776–828